# تانیا هاوه
تانیا هاوه (انگلیسی: Tanya Haave؛ زادهٔ ۱۹۶۳ (۶۱–۶۲ سال)) بازیکن بسکتبال اهل ایالات متحده آمریکا است.